# Henri de Besmedin
 (mai 2025).
Henri de Besmedin, ou Henri Embriaco, ou encore Henri du Gibelet, mort le 13 septembre 1310 à Nicosie, dans le royaume de Chypre, est un noble d'origine génoise. Il est le fils de Raymond de Besmedin, seigneur de Besmedin et sénéchal du royaume de Jérusalem, et de sa seconde épouse Alix de Soudin.
Après 1253, à la mort de son père, il lui succède comme seigneur de Besmedin, dans le comté de Tripoli.
Il épouse Marguerite de Morf, fille de Baudouin de Morf, seigneur de Cueillies, avec qui il a deux enfants :
- Jean de Besmedin (mort vers 1315), qui épouse Marguerite du Plessis, fille de Jean d'Amiens, appelé aussi du Plessis, et de Marie de Trípoli ;
- Marie de Besmedin.

Il meurt le 13 septembre 1310 à Nicosie, dans le royaume de Chypre.